# 阿爾巴尼亞航空
阿爾巴尼亞航空是阿爾巴尼亞的國家航空公司，總部設在該國的國際機場，成立於2018年5月16日，首航於2019年4月19日。

## 背景
2011年11月11日，當阿爾巴尼亞政府撤銷其在阿爾巴尼亞開展業務的許可時，阿爾巴尼亞以前的國家航空公司阿爾巴尼亞航空公司已經解散。
阿爾巴尼亞總理Edi Rama於2017年3月30日接受Enver Robelli採訪時宣布，阿爾巴尼亞政府計劃在土耳其航空和AtlasGlobal的合作下，在阿爾巴尼亞建立“航空公司”。2017年5月8日，土耳其航空公司執行董事拉瑪和İlkerAycı發布聯合新聞聲明，聲稱在土耳其總統雷傑普·塔伊普·埃爾多安的支持下，一家位於阿爾巴尼亞的航空公司正在開展工作。後來透露，阿爾巴尼亞航空公司的基金會也與在Vlorë建立國際機場有關，該機場也計劃與土耳其政府合作。Rama於2017年11月21日公佈了新航空公司Air Albania的名稱。
阿爾巴尼亞航空公司於2018年5月16日由土耳其航空公司，Albcontrol公司和MDN投資公司正式成立。

## 航點
| 旗幟 | 城市     | 國家       | 機場名稱     | 備註     |
|      |          | 阿爾巴尼亞 | 國際機場     | 樞紐機場 |
|      | 伊斯坦堡 | 土耳其     | 伊斯坦堡機場 |          |

## 機隊

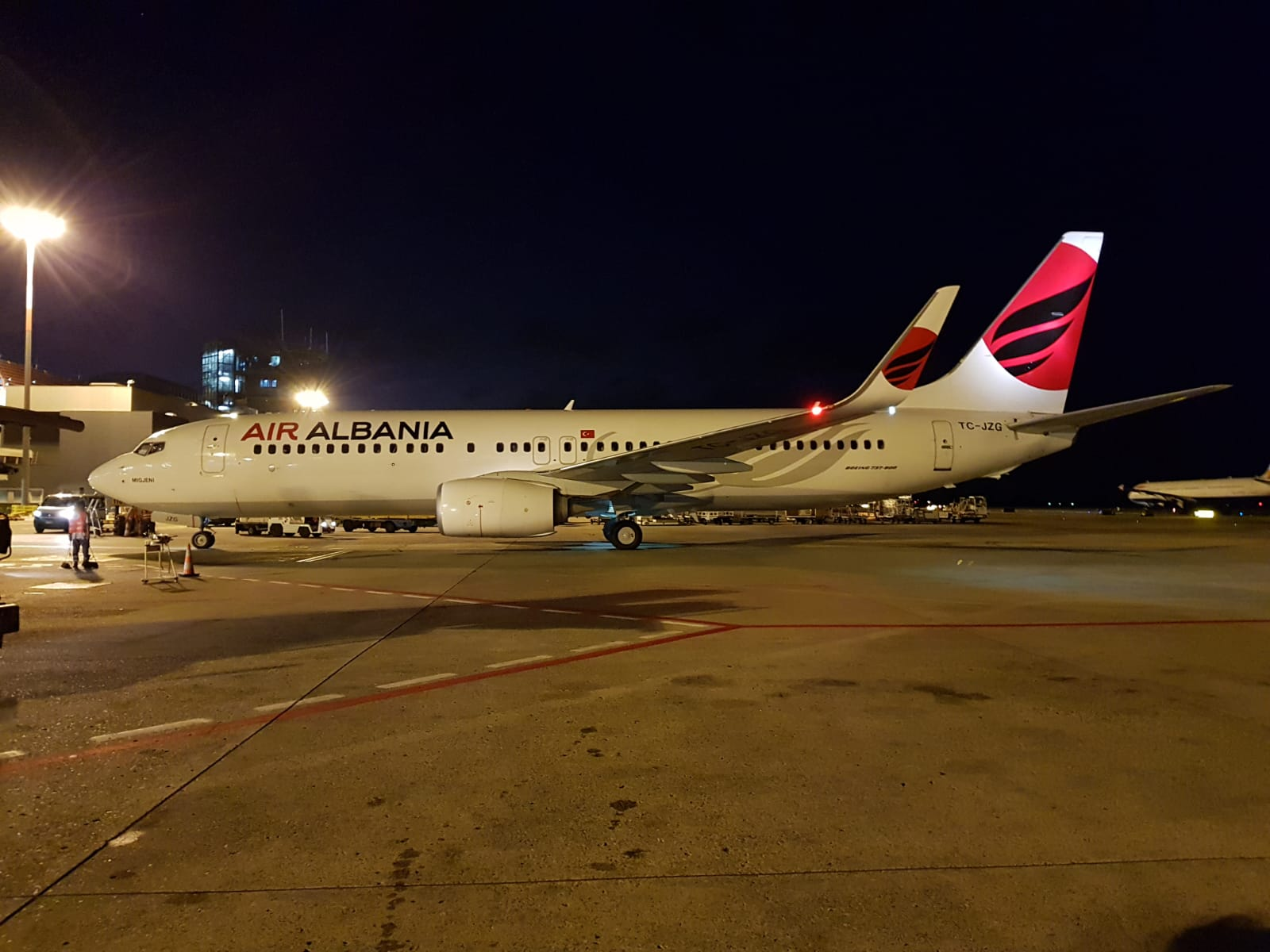
一架阿爾巴尼亞航空 波音 737-800.

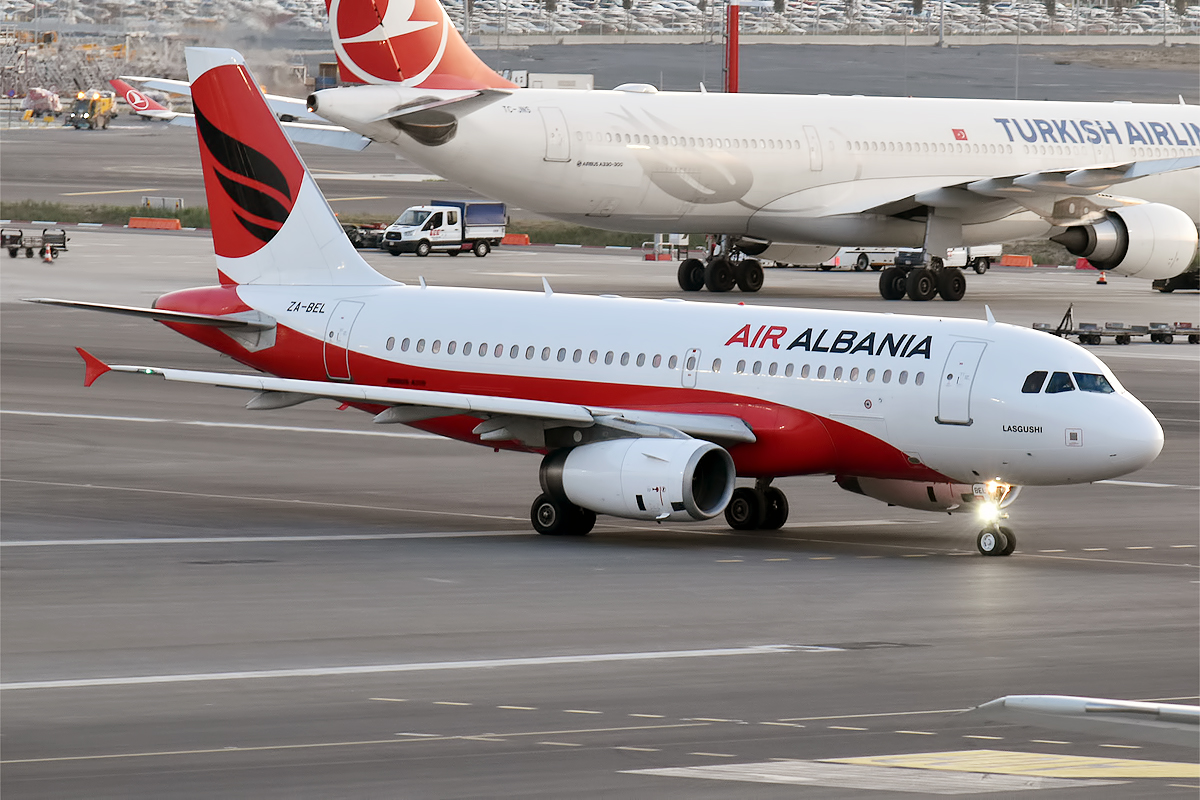
一架阿爾巴尼亞航空 空中巴士 A319-100

在二零二二年七月，阿爾巴尼亞航空有以下機隊
| 機隊              | 營運中 | 訂購中 | 乘客 | 乘客 | 乘客 | 備注  |
| 機隊              | 營運中 | 訂購中 | C    | Y    | 總計 | 備注  |
| ----------------- | ------ | ------ | ---- | ---- | ---- | ----- |
| 空中巴士 A319-100 | 1      | —      | —    | 132  | 132  |       |
| 空中巴士 A320-200 | 1      | —      | —    | 159  | 159  | [ 3 ] |
| 總計              | 2      | —      |      |      |      |       |

## 外部連結
- 官方網站 （页面存档备份，存于）（英文）（阿爾巴尼亞文）